# Critérium del Dauphiné 2024
La 76.ª edición de la competición ciclista Critérium del Dauphiné fue una carrera de ciclismo en ruta por etapas que se celebró entre el 2 y el 9 de junio de 2024 en Francia con inicio en la ciudad de Saint-Pourçain-sur-Sioule y final en Glières Plateau sobre un recorrido de 1187,6 kilómetros.
La carrera formó parte del UCI WorldTour 2024, calendario ciclístico de máximo nivel mundial, siendo la vigésima tercera carrera de dicho circuito. El vencedor fue el esloveno Primož Roglič del Bora-Hansgrohe, quien estuvo acompañado en el podio por el estadounidense Matteo Jorgenson del Visma | Lease a Bike y el canadiense Derek Gee del Israel-Premier Tech, segundo y tercer clasificado respectivamente.

## Equipos participantes
Tomaron parte en la carrera 22 equipos: 18 de categoría UCI WorldTeam y 4 de categoría UCI ProTeam. Formaron así un pelotón de 154 ciclistas de los que acabaron 94. Los equipos participantes fueron:
| WorldTeams (18)- Decathlon-AG2R La Mondiale - Alpecin-Deceuninck - Arkéa-B&B Hotels - Astana Qazaqstan Team - Bahrain Victorious - Bora-Hansgrohe - Cofidis - EF Education-EasyPost - Groupama-FDJ - Ineos Grenadiers - Intermarché-Wanty - Team Visma \| Lease a Bike - Lidl-Trek - Movistar Team - Soudal Quick-Step - Team dsm-firmenich PostNL - Team Jayco AlUla - UAE Team Emirates ProTeams (4)- Lotto Dstny - Israel-Premier Tech - Q36.5 Pro Cycling Team - Uno-X Mobility |
| |

## Recorrido
El Critérium del Dauphiné dispuso de ocho etapas divido en tres etapas de media montaña o escarpadas, cuatro etapas de alta montaña y una contrarreloj individual para un recorrido total de 1187,6 kilómetros.
| Etapa     | Fecha    | Recorrido                                             | type                    | Distancia (km) | Desnivel (m) | Ganador            | Líder           |
| --------- | -------- | ----------------------------------------------------- | ----------------------- | -------------- | ------------ | ------------------ | --------------- |
| 1.ª etapa | 2 de jun | Saint-Pourçain-sur-Sioule – Saint-Pourçain-sur-Sioule | etapa escarpada         | 172,5          | 1891 m       | Mads Pedersen      | Mads Pedersen   |
| 2.ª etapa | 3 de jun | Gannat – Col de la Loge                               | etapa de montaña        | 142            | 2499 m       | Magnus Cort        | Magnus Cort     |
| 3.ª etapa | 4 de jun | Celles-sur-Durolle – Les Estables                     | etapa de media montaña  | 181,7          | 2831 m       | Derek Gee          | Derek Gee       |
| 4.ª etapa | 5 de jun | Saint-Germain-Laval – Neulise                         | contrarreloj individual | 34,4           | 427 m        | Remco Evenepoel    | Remco Evenepoel |
| 5.ª etapa | 6 de jun | Amplepuis – Saint-Priest                              | etapa escarpada         | 167            | 2306 m       | etapa neutralizada | Remco Evenepoel |
| 6.ª etapa | 7 de jun | Hauterives – Le Collet d'Allevard                     | etapa de montaña        | 174,1          | 3439 m       | Primož Roglič      | Primož Roglič   |
| 7.ª etapa | 8 de jun | Albertville – Samoëns 1600                            | etapa de montaña        | 155,3          | 4316 m       | Primož Roglič      | Primož Roglič   |
| 8.ª etapa | 9 de jun | Thônes – Glières Plateau                              | etapa de montaña        | 160,6          | 3751 m       | Carlos Rodríguez   | Primož Roglič   |

## Desarrollo de la carrera

### 1.ª etapa
| Saint-Pourçain-sur-Sioule - Saint-Pourçain-sur-Sioule | etapa escarpada | (172,5 km) |

| \| Clasificación de la etapa \| Clasificación de la etapa \| Clasificación de la etapa \| Clasificación de la etapa \| Clasificación de la etapa \| \| Ciclista \| Ciclista \| Equipo \| Tiempo \| \| \| ------------------------- \| ------------------------- \| -------------------------- \| ------------------------- \| ------------------------- \| \| 1.º \| Mads Pedersen \| Lidl-Trek \| 4 h 01 min 30 s \| \| \| 2.º \| Sam Bennett \| Decathlon-AG2R La Mondiale \| + 0 s \| \| \| 3.º \| Hugo Page \| Intermarché-Wanty \| + 0 s \| \| \| 4.º \| Clément Venturini \| Arkéa-B&B Hotels \| + 0 s \| \| \| 5.º \| Owain Doull \| EF Education-EasyPost \| + 0 s \| \| \| 6.º \| Michele Gazzoli \| Astana Qazaqstan Team \| + 0 s \| \| \| 7.º \| Iván García Cortina \| Movistar Team \| + 0 s \| \| \| 8.º \| Fred Wright \| Bahrain Victorious \| + 0 s \| \| \| 9.º \| Clément Russo \| Groupama-FDJ \| + 0 s \| \| \| 10.º \| Magnus Cort \| Uno-X Mobility \| + 0 s \| \| |                     |                            |                 |
| |                     |                            |                 |
| Fuente: ProCyclingStats |                     |                            |                 |
| Clasificación de la etapa |                     |                            |                 |
| Ciclista | Ciclista            | Equipo                     | Tiempo          |
| 1.º | Mads Pedersen       | Lidl-Trek                  | 4 h 01 min 30 s |
| 2.º | Sam Bennett         | Decathlon-AG2R La Mondiale | + 0 s           |
| 3.º | Hugo Page           | Intermarché-Wanty          | + 0 s           |
| 4.º | Clément Venturini   | Arkéa-B&B Hotels           | + 0 s           |
| 5.º | Owain Doull         | EF Education-EasyPost      | + 0 s           |
| 6.º | Michele Gazzoli     | Astana Qazaqstan Team      | + 0 s           |
| 7.º | Iván García Cortina | Movistar Team              | + 0 s           |
| 8.º | Fred Wright         | Bahrain Victorious         | + 0 s           |
| 9.º | Clément Russo       | Groupama-FDJ               | + 0 s           |
| 10.º | Magnus Cort         | Uno-X Mobility             | + 0 s           |

| \| Clasificación general \| Clasificación general \| Clasificación general \| Clasificación general \| Clasificación general \| \| Ciclista \| Ciclista \| Equipo \| Tiempo \| \| \| --------------------- \| --------------------- \| -------------------------- \| --------------------- \| --------------------- \| \| 1.º \| Mads Pedersen \| Lidl-Trek \| 4 h 01 min 20 s \| \| \| 2.º \| Sam Bennett \| Decathlon-AG2R La Mondiale \| + 4 s \| \| \| 3.º \| Hugo Page \| Intermarché-Wanty \| + 6 s \| \| \| 4.º \| Mathis Le Berre \| Arkéa-B&B Hotels \| + 7 s \| \| \| 5.º \| Mark Donovan \| Q36.5 Pro Cycling Team \| + 8 s \| \| \| 6.º \| Casper Pedersen \| Soudal Quick-Step \| + 9 s \| \| \| 7.º \| Clément Venturini \| Arkéa-B&B Hotels \| + 10 s \| \| \| 8.º \| Owain Doull \| EF Education-EasyPost \| + 10 s \| \| \| 9.º \| Michele Gazzoli \| Astana Qazaqstan Team \| + 10 s \| \| \| 10.º \| Iván García Cortina \| Movistar Team \| + 10 s \| \| |                     |                            |                 |
| |                     |                            |                 |
| Fuente: ProCyclingStats |                     |                            |                 |
| Clasificación general |                     |                            |                 |
| Ciclista | Ciclista            | Equipo                     | Tiempo          |
| 1.º | Mads Pedersen       | Lidl-Trek                  | 4 h 01 min 20 s |
| 2.º | Sam Bennett         | Decathlon-AG2R La Mondiale | + 4 s           |
| 3.º | Hugo Page           | Intermarché-Wanty          | + 6 s           |
| 4.º | Mathis Le Berre     | Arkéa-B&B Hotels           | + 7 s           |
| 5.º | Mark Donovan        | Q36.5 Pro Cycling Team     | + 8 s           |
| 6.º | Casper Pedersen     | Soudal Quick-Step          | + 9 s           |
| 7.º | Clément Venturini   | Arkéa-B&B Hotels           | + 10 s          |
| 8.º | Owain Doull         | EF Education-EasyPost      | + 10 s          |
| 9.º | Michele Gazzoli     | Astana Qazaqstan Team      | + 10 s          |
| 10.º | Iván García Cortina | Movistar Team              | + 10 s          |

### 2.ª etapa
| Gannat - Col de la Loge | etapa de montaña | (142 km) |

| \| Clasificación de la etapa \| Clasificación de la etapa \| Clasificación de la etapa \| Clasificación de la etapa \| Clasificación de la etapa \| \| Ciclista \| Ciclista \| Equipo \| Tiempo \| \| \| ------------------------- \| ------------------------- \| -------------------------- \| ------------------------- \| ------------------------- \| \| 1.º \| Magnus Cort \| Uno-X Mobility \| 3 h 21 min 42 s \| \| \| 2.º \| Primož Roglič \| Bora-Hansgrohe \| + 0 s \| \| \| 3.º \| Matteo Jorgenson \| Team Visma \\| Lease a Bike \| + 0 s \| \| \| 4.º \| Giulio Ciccone \| Lidl-Trek \| + 0 s \| \| \| 5.º \| Oier Lazkano \| Movistar Team \| + 0 s \| \| \| 6.º \| Dylan Teuns \| Israel-Premier Tech \| + 0 s \| \| \| 7.º \| Lukas Nerurkar \| EF Education-EasyPost \| + 0 s \| \| \| 8.º \| Clément Champoussin \| Arkéa-B&B Hotels \| + 0 s \| \| \| 9.º \| Romain Grégoire \| Groupama-FDJ \| + 0 s \| \| \| 10.º \| Guillaume Martin \| Cofidis \| + 0 s \| \| |                     |                            |                 |
| |                     |                            |                 |
| Fuentes: ProCyclingStats Cycling Quotient |                     |                            |                 |
| Clasificación de la etapa |                     |                            |                 |
| Ciclista | Ciclista            | Equipo                     | Tiempo          |
| 1.º | Magnus Cort         | Uno-X Mobility             | 3 h 21 min 42 s |
| 2.º | Primož Roglič       | Bora-Hansgrohe             | + 0 s           |
| 3.º | Matteo Jorgenson    | Team Visma \| Lease a Bike | + 0 s           |
| 4.º | Giulio Ciccone      | Lidl-Trek                  | + 0 s           |
| 5.º | Oier Lazkano        | Movistar Team              | + 0 s           |
| 6.º | Dylan Teuns         | Israel-Premier Tech        | + 0 s           |
| 7.º | Lukas Nerurkar      | EF Education-EasyPost      | + 0 s           |
| 8.º | Clément Champoussin | Arkéa-B&B Hotels           | + 0 s           |
| 9.º | Romain Grégoire     | Groupama-FDJ               | + 0 s           |
| 10.º | Guillaume Martin    | Cofidis                    | + 0 s           |

| \| Clasificación general \| Clasificación general \| Clasificación general \| Clasificación general \| Clasificación general \| \| Ciclista \| Ciclista \| Equipo \| Tiempo \| \| \| --------------------- \| --------------------- \| -------------------------- \| --------------------- \| --------------------- \| \| 1.º \| Magnus Cort \| Uno-X Mobility \| 7 h 23 min 02 s \| \| \| 2.º \| Primož Roglič \| Bora-Hansgrohe \| + 4 s \| \| \| 3.º \| Matteo Jorgenson \| Team Visma \\| Lease a Bike \| + 6 s \| \| \| 4.º \| Bruno Armirail \| Decathlon-AG2R La Mondiale \| + 8 s \| \| \| 5.º \| Clément Champoussin \| Arkéa-B&B Hotels \| + 10 s \| \| \| 6.º \| Derek Gee \| Israel-Premier Tech \| + 10 s \| \| \| 7.º \| Oier Lazkano \| Movistar Team \| + 10 s \| \| \| 8.º \| Krists Neilands \| Israel-Premier Tech \| + 10 s \| \| \| 9.º \| Juan Ayuso \| UAE Team Emirates \| + 10 s \| \| \| 10.º \| Jack Haig \| Bahrain Victorious \| + 10 s \| \| |                     |                            |                 |
| |                     |                            |                 |
| Fuentes: ProCyclingStats Cycling Quotient |                     |                            |                 |
| Clasificación general |                     |                            |                 |
| Ciclista | Ciclista            | Equipo                     | Tiempo          |
| 1.º | Magnus Cort         | Uno-X Mobility             | 7 h 23 min 02 s |
| 2.º | Primož Roglič       | Bora-Hansgrohe             | + 4 s           |
| 3.º | Matteo Jorgenson    | Team Visma \| Lease a Bike | + 6 s           |
| 4.º | Bruno Armirail      | Decathlon-AG2R La Mondiale | + 8 s           |
| 5.º | Clément Champoussin | Arkéa-B&B Hotels           | + 10 s          |
| 6.º | Derek Gee           | Israel-Premier Tech        | + 10 s          |
| 7.º | Oier Lazkano        | Movistar Team              | + 10 s          |
| 8.º | Krists Neilands     | Israel-Premier Tech        | + 10 s          |
| 9.º | Juan Ayuso          | UAE Team Emirates          | + 10 s          |
| 10.º | Jack Haig           | Bahrain Victorious         | + 10 s          |

### 3.ª etapa
| Celles-sur-Durolle - Les Estables | etapa de media montaña | (181,7 km) |

| \| Clasificación de la etapa \| Clasificación de la etapa \| Clasificación de la etapa \| Clasificación de la etapa \| Clasificación de la etapa \| \| Ciclista \| Ciclista \| Equipo \| Tiempo \| \| \| ------------------------- \| ------------------------- \| -------------------------- \| ------------------------- \| ------------------------- \| \| 1.º \| Derek Gee \| Israel-Premier Tech \| 4 h 22 min 18 s \| \| \| 2.º \| Romain Grégoire \| Groupama-FDJ \| + 0 s \| \| \| 3.º \| Lukas Nerurkar \| EF Education-EasyPost \| + 3 s \| \| \| 4.º \| Giulio Ciccone \| Lidl-Trek \| + 3 s \| \| \| 5.º \| Harold Tejada \| Astana Qazaqstan Team \| + 3 s \| \| \| 6.º \| Santiago Buitrago \| Bahrain Victorious \| + 3 s \| \| \| 7.º \| Aleksandr Vlásov \| Bora-Hansgrohe \| + 3 s \| \| \| 8.º \| Clément Champoussin \| Arkéa-B&B Hotels \| + 3 s \| \| \| 9.º \| Matteo Jorgenson \| Team Visma \\| Lease a Bike \| + 3 s \| \| \| 10.º \| Primož Roglič \| Bora-Hansgrohe \| + 3 s \| \| |                     |                            |                 |
| |                     |                            |                 |
| Fuentes: ProCyclingStats Cycling Quotient |                     |                            |                 |
| Clasificación de la etapa |                     |                            |                 |
| Ciclista | Ciclista            | Equipo                     | Tiempo          |
| 1.º | Derek Gee           | Israel-Premier Tech        | 4 h 22 min 18 s |
| 2.º | Romain Grégoire     | Groupama-FDJ               | + 0 s           |
| 3.º | Lukas Nerurkar      | EF Education-EasyPost      | + 3 s           |
| 4.º | Giulio Ciccone      | Lidl-Trek                  | + 3 s           |
| 5.º | Harold Tejada       | Astana Qazaqstan Team      | + 3 s           |
| 6.º | Santiago Buitrago   | Bahrain Victorious         | + 3 s           |
| 7.º | Aleksandr Vlásov    | Bora-Hansgrohe             | + 3 s           |
| 8.º | Clément Champoussin | Arkéa-B&B Hotels           | + 3 s           |
| 9.º | Matteo Jorgenson    | Team Visma \| Lease a Bike | + 3 s           |
| 10.º | Primož Roglič       | Bora-Hansgrohe             | + 3 s           |

| \| Clasificación general \| Clasificación general \| Clasificación general \| Clasificación general \| Clasificación general \| \| Ciclista \| Ciclista \| Equipo \| Tiempo \| \| \| --------------------- \| --------------------- \| -------------------------- \| --------------------- \| --------------------- \| \| 1.º \| Derek Gee \| Israel-Premier Tech \| 11 h 45 min 20 s \| \| \| 2.º \| Magnus Cort \| Uno-X Mobility \| + 3 s \| \| \| 3.º \| Romain Grégoire \| Groupama-FDJ \| + 4 s \| \| \| 4.º \| Primož Roglič \| Bora-Hansgrohe \| + 7 s \| \| \| 5.º \| Matteo Jorgenson \| Team Visma \\| Lease a Bike \| + 9 s \| \| \| 6.º \| Lukas Nerurkar \| EF Education-EasyPost \| + 9 s \| \| \| 7.º \| Bruno Armirail \| Decathlon-AG2R La Mondiale \| + 11 s \| \| \| 8.º \| Clément Champoussin \| Arkéa-B&B Hotels \| + 13 s \| \| \| 9.º \| Giulio Ciccone \| Lidl-Trek \| + 13 s \| \| \| 10.º \| Carlos Rodríguez \| Ineos Grenadiers \| + 13 s \| \| |                     |                            |                  |
| |                     |                            |                  |
| Fuentes: ProCyclingStats Cycling Quotient |                     |                            |                  |
| Clasificación general |                     |                            |                  |
| Ciclista | Ciclista            | Equipo                     | Tiempo           |
| 1.º | Derek Gee           | Israel-Premier Tech        | 11 h 45 min 20 s |
| 2.º | Magnus Cort         | Uno-X Mobility             | + 3 s            |
| 3.º | Romain Grégoire     | Groupama-FDJ               | + 4 s            |
| 4.º | Primož Roglič       | Bora-Hansgrohe             | + 7 s            |
| 5.º | Matteo Jorgenson    | Team Visma \| Lease a Bike | + 9 s            |
| 6.º | Lukas Nerurkar      | EF Education-EasyPost      | + 9 s            |
| 7.º | Bruno Armirail      | Decathlon-AG2R La Mondiale | + 11 s           |
| 8.º | Clément Champoussin | Arkéa-B&B Hotels           | + 13 s           |
| 9.º | Giulio Ciccone      | Lidl-Trek                  | + 13 s           |
| 10.º | Carlos Rodríguez    | Ineos Grenadiers           | + 13 s           |

### 4.ª etapa
| Saint-Germain-Laval - Neulise | contrarreloj individual | (34,4 km) |

| \| Clasificación de la etapa \| Clasificación de la etapa \| Clasificación de la etapa \| Clasificación de la etapa \| Clasificación de la etapa \| \| Ciclista \| Ciclista \| Equipo \| Tiempo \| \| \| ------------------------- \| ------------------------- \| -------------------------- \| ------------------------- \| ------------------------- \| \| 1.º \| Remco Evenepoel \| Soudal Quick-Step \| 41 min 49 s \| \| \| 2.º \| Joshua Tarling \| Ineos Grenadiers \| + 17 s \| \| \| 3.º \| Primož Roglič \| Bora-Hansgrohe \| + 39 s \| \| \| 4.º \| Matteo Jorgenson \| Team Visma \\| Lease a Bike \| + 1 min 07 s \| \| \| 5.º \| Oier Lazkano \| Movistar Team \| + 1 min 21 s \| \| \| 6.º \| Derek Gee \| Israel-Premier Tech \| + 1 min 24 s \| \| \| 7.º \| Neilson Powless \| EF Education-EasyPost \| + 1 min 24 s \| \| \| 8.º \| Bruno Armirail \| Decathlon-AG2R La Mondiale \| + 1 min 26 s \| \| \| 9.º \| Juan Ayuso \| UAE Team Emirates \| + 1 min 27 s \| \| \| 10.º \| Tao Geoghegan Hart \| Lidl-Trek \| + 1 min 38 s \| \| |                    |                            |              |
| |                    |                            |              |
| Fuentes: ProCyclingStats Cycling Quotient |                    |                            |              |
| Clasificación de la etapa |                    |                            |              |
| Ciclista | Ciclista           | Equipo                     | Tiempo       |
| 1.º | Remco Evenepoel    | Soudal Quick-Step          | 41 min 49 s  |
| 2.º | Joshua Tarling     | Ineos Grenadiers           | + 17 s       |
| 3.º | Primož Roglič      | Bora-Hansgrohe             | + 39 s       |
| 4.º | Matteo Jorgenson   | Team Visma \| Lease a Bike | + 1 min 07 s |
| 5.º | Oier Lazkano       | Movistar Team              | + 1 min 21 s |
| 6.º | Derek Gee          | Israel-Premier Tech        | + 1 min 24 s |
| 7.º | Neilson Powless    | EF Education-EasyPost      | + 1 min 24 s |
| 8.º | Bruno Armirail     | Decathlon-AG2R La Mondiale | + 1 min 26 s |
| 9.º | Juan Ayuso         | UAE Team Emirates          | + 1 min 27 s |
| 10.º | Tao Geoghegan Hart | Lidl-Trek                  | + 1 min 38 s |

| \| Clasificación general \| Clasificación general \| Clasificación general \| Clasificación general \| Clasificación general \| \| Ciclista \| Ciclista \| Equipo \| Tiempo \| \| \| --------------------- \| --------------------- \| -------------------------- \| --------------------- \| --------------------- \| \| 1.º \| Remco Evenepoel \| Soudal Quick-Step \| 12 h 27 min 22 s \| \| \| 2.º \| Primož Roglič \| Bora-Hansgrohe \| + 33 s \| \| \| 3.º \| Matteo Jorgenson \| Team Visma \\| Lease a Bike \| + 1 min 04 s \| \| \| 4.º \| Derek Gee \| Israel-Premier Tech \| + 1 min 11 s \| \| \| 5.º \| Oier Lazkano \| Movistar Team \| + 1 min 21 s \| \| \| 6.º \| Bruno Armirail \| Decathlon-AG2R La Mondiale \| + 1 min 25 s \| \| \| 7.º \| Neilson Powless \| EF Education-EasyPost \| + 1 min 25 s \| \| \| 8.º \| Juan Ayuso \| UAE Team Emirates \| + 1 min 27 s \| \| \| 9.º \| Tao Geoghegan Hart \| Lidl-Trek \| + 1 min 39 s \| \| \| 10.º \| Carlos Rodríguez \| Ineos Grenadiers \| + 1 min 41 s \| \| |                    |                            |                  |
| |                    |                            |                  |
| Fuentes: ProCyclingStats Cycling Quotient |                    |                            |                  |
| Clasificación general |                    |                            |                  |
| Ciclista | Ciclista           | Equipo                     | Tiempo           |
| 1.º | Remco Evenepoel    | Soudal Quick-Step          | 12 h 27 min 22 s |
| 2.º | Primož Roglič      | Bora-Hansgrohe             | + 33 s           |
| 3.º | Matteo Jorgenson   | Team Visma \| Lease a Bike | + 1 min 04 s     |
| 4.º | Derek Gee          | Israel-Premier Tech        | + 1 min 11 s     |
| 5.º | Oier Lazkano       | Movistar Team              | + 1 min 21 s     |
| 6.º | Bruno Armirail     | Decathlon-AG2R La Mondiale | + 1 min 25 s     |
| 7.º | Neilson Powless    | EF Education-EasyPost      | + 1 min 25 s     |
| 8.º | Juan Ayuso         | UAE Team Emirates          | + 1 min 27 s     |
| 9.º | Tao Geoghegan Hart | Lidl-Trek                  | + 1 min 39 s     |
| 10.º | Carlos Rodríguez   | Ineos Grenadiers           | + 1 min 41 s     |

### 5.ª etapa
| Amplepuis - Saint-Priest | etapa escarpada | (167 km) |

Etapa cancelada.

### 6.ª etapa
| Hauterives - Le Collet d'Allevard | etapa de montaña | (174,1 km) |

| \| Clasificación de la etapa \| Clasificación de la etapa \| Clasificación de la etapa \| Clasificación de la etapa \| Clasificación de la etapa \| \| Ciclista \| Ciclista \| Equipo \| Tiempo \| \| \| ------------------------- \| ------------------------- \| -------------------------- \| ------------------------- \| ------------------------- \| \| 1.º \| Primož Roglič \| Bora-Hansgrohe \| 4 h 19 min 59 s \| \| \| 2.º \| Giulio Ciccone \| Lidl-Trek \| + 3 s \| \| \| 3.º \| Aleksandr Vlásov \| Bora-Hansgrohe \| + 11 s \| \| \| 4.º \| Derek Gee \| Israel-Premier Tech \| + 13 s \| \| \| 5.º \| Matteo Jorgenson \| Team Visma \\| Lease a Bike \| + 17 s \| \| \| 6.º \| Laurens De Plus \| Ineos Grenadiers \| + 22 s \| \| \| 7.º \| Carlos Rodríguez \| Ineos Grenadiers \| + 22 s \| \| \| 8.º \| Remco Evenepoel \| Soudal Quick-Step \| + 42 s \| \| \| 9.º \| Jack Haig \| Bahrain Victorious \| + 50 s \| \| \| 10.º \| Jai Hindley \| Bora-Hansgrohe \| + 53 s \| \| |                  |                            |                 |
| |                  |                            |                 |
| Fuente: ProCyclingStats |                  |                            |                 |
| Clasificación de la etapa |                  |                            |                 |
| Ciclista | Ciclista         | Equipo                     | Tiempo          |
| 1.º | Primož Roglič    | Bora-Hansgrohe             | 4 h 19 min 59 s |
| 2.º | Giulio Ciccone   | Lidl-Trek                  | + 3 s           |
| 3.º | Aleksandr Vlásov | Bora-Hansgrohe             | + 11 s          |
| 4.º | Derek Gee        | Israel-Premier Tech        | + 13 s          |
| 5.º | Matteo Jorgenson | Team Visma \| Lease a Bike | + 17 s          |
| 6.º | Laurens De Plus  | Ineos Grenadiers           | + 22 s          |
| 7.º | Carlos Rodríguez | Ineos Grenadiers           | + 22 s          |
| 8.º | Remco Evenepoel  | Soudal Quick-Step          | + 42 s          |
| 9.º | Jack Haig        | Bahrain Victorious         | + 50 s          |
| 10.º | Jai Hindley      | Bora-Hansgrohe             | + 53 s          |

| \| Clasificación general \| Clasificación general \| Clasificación general \| Clasificación general \| Clasificación general \| \| Ciclista \| Ciclista \| Equipo \| Tiempo \| \| \| --------------------- \| --------------------- \| -------------------------- \| --------------------- \| --------------------- \| \| 1.º \| Primož Roglič \| Bora-Hansgrohe \| 16 h 47 min 44 s \| \| \| 2.º \| Remco Evenepoel \| Soudal Quick-Step \| + 19 s \| \| \| 3.º \| Matteo Jorgenson \| Team Visma \\| Lease a Bike \| + 58 s \| \| \| 4.º \| Derek Gee \| Israel-Premier Tech \| + 1 min 01 s \| \| \| 5.º \| Aleksandr Vlásov \| Bora-Hansgrohe \| + 1 min 32 s \| \| \| 6.º \| Carlos Rodríguez \| Ineos Grenadiers \| + 1 min 40 s \| \| \| 7.º \| Laurens De Plus \| Ineos Grenadiers \| + 1 min 53 s \| \| \| 8.º \| Oier Lazkano \| Movistar Team \| + 2 min 08 s \| \| \| 9.º \| Callum Scotson \| Team Jayco AlUla \| + 2 min 15 s \| \| \| 10.º \| Jack Haig \| Bahrain Victorious \| + 2 min 31 s \| \| |                  |                            |                  |
| |                  |                            |                  |
| Fuente: ProCyclingStats |                  |                            |                  |
| Clasificación general |                  |                            |                  |
| Ciclista | Ciclista         | Equipo                     | Tiempo           |
| 1.º | Primož Roglič    | Bora-Hansgrohe             | 16 h 47 min 44 s |
| 2.º | Remco Evenepoel  | Soudal Quick-Step          | + 19 s           |
| 3.º | Matteo Jorgenson | Team Visma \| Lease a Bike | + 58 s           |
| 4.º | Derek Gee        | Israel-Premier Tech        | + 1 min 01 s     |
| 5.º | Aleksandr Vlásov | Bora-Hansgrohe             | + 1 min 32 s     |
| 6.º | Carlos Rodríguez | Ineos Grenadiers           | + 1 min 40 s     |
| 7.º | Laurens De Plus  | Ineos Grenadiers           | + 1 min 53 s     |
| 8.º | Oier Lazkano     | Movistar Team              | + 2 min 08 s     |
| 9.º | Callum Scotson   | Team Jayco AlUla           | + 2 min 15 s     |
| 10.º | Jack Haig        | Bahrain Victorious         | + 2 min 31 s     |

### 7.ª etapa
| Albertville - Samoëns 1600 | etapa de montaña | (155,3 km) |

| \| Clasificación de la etapa \| Clasificación de la etapa \| Clasificación de la etapa \| Clasificación de la etapa \| Clasificación de la etapa \| \| Ciclista \| Ciclista \| Equipo \| Tiempo \| \| \| ------------------------- \| ------------------------- \| -------------------------- \| ------------------------- \| ------------------------- \| \| 1.º \| Primož Roglič \| Bora-Hansgrohe \| 4 h 29 min 16 s \| \| \| 2.º \| Matteo Jorgenson \| Team Visma \\| Lease a Bike \| + 0 s \| \| \| 3.º \| Giulio Ciccone \| Lidl-Trek \| + 2 s \| \| \| 4.º \| Oier Lazkano \| Movistar Team \| + 2 s \| \| \| 5.º \| Derek Gee \| Israel-Premier Tech \| + 2 s \| \| \| 6.º \| Carlos Rodríguez \| Ineos Grenadiers \| + 8 s \| \| \| 7.º \| Santiago Buitrago \| Bahrain Victorious \| + 14 s \| \| \| 8.º \| Laurens De Plus \| Ineos Grenadiers \| + 14 s \| \| \| 9.º \| Aleksandr Vlásov \| Bora-Hansgrohe \| + 14 s \| \| \| 10.º \| Mikel Landa \| Soudal Quick-Step \| + 33 s \| \| |                   |                            |                 |
| |                   |                            |                 |
| Fuente: ProCyclingStats |                   |                            |                 |
| Clasificación de la etapa |                   |                            |                 |
| Ciclista | Ciclista          | Equipo                     | Tiempo          |
| 1.º | Primož Roglič     | Bora-Hansgrohe             | 4 h 29 min 16 s |
| 2.º | Matteo Jorgenson  | Team Visma \| Lease a Bike | + 0 s           |
| 3.º | Giulio Ciccone    | Lidl-Trek                  | + 2 s           |
| 4.º | Oier Lazkano      | Movistar Team              | + 2 s           |
| 5.º | Derek Gee         | Israel-Premier Tech        | + 2 s           |
| 6.º | Carlos Rodríguez  | Ineos Grenadiers           | + 8 s           |
| 7.º | Santiago Buitrago | Bahrain Victorious         | + 14 s          |
| 8.º | Laurens De Plus   | Ineos Grenadiers           | + 14 s          |
| 9.º | Aleksandr Vlásov  | Bora-Hansgrohe             | + 14 s          |
| 10.º | Mikel Landa       | Soudal Quick-Step          | + 33 s          |

| \| Clasificación general \| Clasificación general \| Clasificación general \| Clasificación general \| Clasificación general \| \| Ciclista \| Ciclista \| Equipo \| Tiempo \| \| \| --------------------- \| --------------------- \| -------------------------- \| --------------------- \| --------------------- \| \| 1.º \| Primož Roglič \| Bora-Hansgrohe \| 21 h 16 min 50 s \| \| \| 2.º \| Matteo Jorgenson \| Team Visma \\| Lease a Bike \| + 1 min 02 s \| \| \| 3.º \| Derek Gee \| Israel-Premier Tech \| + 1 min 13 s \| \| \| 4.º \| Aleksandr Vlásov \| Bora-Hansgrohe \| + 1 min 56 s \| \| \| 5.º \| Carlos Rodríguez \| Ineos Grenadiers \| + 1 min 58 s \| \| \| 6.º \| Remco Evenepoel \| Soudal Quick-Step \| + 2 min 15 s \| \| \| 7.º \| Laurens De Plus \| Ineos Grenadiers \| + 2 min 17 s \| \| \| 8.º \| Oier Lazkano \| Movistar Team \| + 2 min 20 s \| \| \| 9.º \| Giulio Ciccone \| Lidl-Trek \| + 2 min 54 s \| \| \| 10.º \| Mikel Landa \| Soudal Quick-Step \| + 3 min 51 s \| \| |                  |                            |                  |
| |                  |                            |                  |
| Fuente: ProCyclingStats |                  |                            |                  |
| Clasificación general |                  |                            |                  |
| Ciclista | Ciclista         | Equipo                     | Tiempo           |
| 1.º | Primož Roglič    | Bora-Hansgrohe             | 21 h 16 min 50 s |
| 2.º | Matteo Jorgenson | Team Visma \| Lease a Bike | + 1 min 02 s     |
| 3.º | Derek Gee        | Israel-Premier Tech        | + 1 min 13 s     |
| 4.º | Aleksandr Vlásov | Bora-Hansgrohe             | + 1 min 56 s     |
| 5.º | Carlos Rodríguez | Ineos Grenadiers           | + 1 min 58 s     |
| 6.º | Remco Evenepoel  | Soudal Quick-Step          | + 2 min 15 s     |
| 7.º | Laurens De Plus  | Ineos Grenadiers           | + 2 min 17 s     |
| 8.º | Oier Lazkano     | Movistar Team              | + 2 min 20 s     |
| 9.º | Giulio Ciccone   | Lidl-Trek                  | + 2 min 54 s     |
| 10.º | Mikel Landa      | Soudal Quick-Step          | + 3 min 51 s     |

### 8.ª etapa
| Thônes - Glières Plateau | etapa de montaña | (160,6 km) |

| \| Clasificación de la etapa \| Clasificación de la etapa \| Clasificación de la etapa \| Clasificación de la etapa \| Clasificación de la etapa \| \| Ciclista \| Ciclista \| Equipo \| Tiempo \| \| \| ------------------------- \| ------------------------- \| -------------------------- \| ------------------------- \| ------------------------- \| \| 1.º \| Carlos Rodríguez \| Ineos Grenadiers \| 4 h 18 min 02 s \| \| \| 2.º \| Matteo Jorgenson \| Team Visma \\| Lease a Bike \| + 0 s \| \| \| 3.º \| Derek Gee \| Israel-Premier Tech \| + 15 s \| \| \| 4.º \| Laurens De Plus \| Ineos Grenadiers \| + 35 s \| \| \| 5.º \| Santiago Buitrago \| Bahrain Victorious \| + 35 s \| \| \| 6.º \| Primož Roglič \| Bora-Hansgrohe \| + 48 s \| \| \| 7.º \| Giulio Ciccone \| Lidl-Trek \| + 48 s \| \| \| 8.º \| Remco Evenepoel \| Soudal Quick-Step \| + 58 s \| \| \| 9.º \| Aleksandr Vlásov \| Bora-Hansgrohe \| + 58 s \| \| \| 10.º \| Mikel Landa \| Soudal Quick-Step \| + 1 min 10 s \| \| |                   |                            |                 |
| |                   |                            |                 |
| Fuente: ProCyclingStats |                   |                            |                 |
| Clasificación de la etapa |                   |                            |                 |
| Ciclista | Ciclista          | Equipo                     | Tiempo          |
| 1.º | Carlos Rodríguez  | Ineos Grenadiers           | 4 h 18 min 02 s |
| 2.º | Matteo Jorgenson  | Team Visma \| Lease a Bike | + 0 s           |
| 3.º | Derek Gee         | Israel-Premier Tech        | + 15 s          |
| 4.º | Laurens De Plus   | Ineos Grenadiers           | + 35 s          |
| 5.º | Santiago Buitrago | Bahrain Victorious         | + 35 s          |
| 6.º | Primož Roglič     | Bora-Hansgrohe             | + 48 s          |
| 7.º | Giulio Ciccone    | Lidl-Trek                  | + 48 s          |
| 8.º | Remco Evenepoel   | Soudal Quick-Step          | + 58 s          |
| 9.º | Aleksandr Vlásov  | Bora-Hansgrohe             | + 58 s          |
| 10.º | Mikel Landa       | Soudal Quick-Step          | + 1 min 10 s    |

## Clasificaciones finales
- Las clasificaciones finalizaron de la siguiente forma:[5]

### Clasificación general
| \| Clasificación general \| Clasificación general \| Clasificación general \| Clasificación general \| Clasificación general \| \| Ciclista \| Ciclista \| Equipo \| Tiempo \| \| \| --------------------- \| --------------------- \| -------------------------- \| --------------------- \| --------------------- \| \| 1.º \| Primož Roglič \| Bora-Hansgrohe \| 25 h 35 min 40 s \| \| \| 2.º \| Matteo Jorgenson \| Team Visma \\| Lease a Bike \| + 8 s \| \| \| 3.º \| Derek Gee \| Israel-Premier Tech \| + 36 s \| \| \| 4.º \| Carlos Rodríguez \| Ineos Grenadiers \| + 1 min 00 s \| \| \| 5.º \| Laurens De Plus \| Ineos Grenadiers \| + 2 min 04 s \| \| \| 6.º \| Aleksandr Vlásov \| Bora-Hansgrohe \| + 2 min 06 s \| \| \| 7.º \| Remco Evenepoel \| Soudal Quick-Step \| + 2 min 25 s \| \| \| 8.º \| Giulio Ciccone \| Lidl-Trek \| + 2 min 54 s \| \| \| 9.º \| Oier Lazkano \| Movistar Team \| + 2 min 54 s \| \| \| 10.º \| Mikel Landa \| Soudal Quick-Step \| + 4 min 13 s \| \| |                  |                            |                  |
| |                  |                            |                  |
| Fuentes: ProCyclingStats Cycling Quotient |                  |                            |                  |
| Clasificación general |                  |                            |                  |
| Ciclista | Ciclista         | Equipo                     | Tiempo           |
| 1.º | Primož Roglič    | Bora-Hansgrohe             | 25 h 35 min 40 s |
| 2.º | Matteo Jorgenson | Team Visma \| Lease a Bike | + 8 s            |
| 3.º | Derek Gee        | Israel-Premier Tech        | + 36 s           |
| 4.º | Carlos Rodríguez | Ineos Grenadiers           | + 1 min 00 s     |
| 5.º | Laurens De Plus  | Ineos Grenadiers           | + 2 min 04 s     |
| 6.º | Aleksandr Vlásov | Bora-Hansgrohe             | + 2 min 06 s     |
| 7.º | Remco Evenepoel  | Soudal Quick-Step          | + 2 min 25 s     |
| 8.º | Giulio Ciccone   | Lidl-Trek                  | + 2 min 54 s     |
| 9.º | Oier Lazkano     | Movistar Team              | + 2 min 54 s     |
| 10.º | Mikel Landa      | Soudal Quick-Step          | + 4 min 13 s     |

### Clasificación de los puntos
| Clasificación por puntos | Clasificación por puntos | Clasificación por puntos   | Clasificación por puntos | Clasificación por puntos |
| Ciclista                 | Ciclista                 | Equipo                     | Puntos                   |                          |
| ------------------------ | ------------------------ | -------------------------- | ------------------------ | ------------------------ |
| 1.º                      | Primož Roglič            | Bora-Hansgrohe             | 73 pts                   |                          |
| 2.º                      | Matteo Jorgenson         | Team Visma \| Lease a Bike | 66 pts                   |                          |
| 3.º                      | Giulio Ciccone           | Lidl-Trek                  | 62 pts                   |                          |
| 4.º                      | Derek Gee                | Israel-Premier Tech        | 54 pts                   |                          |
| 5.º                      | Magnus Cort              | Uno-X Mobility             | 41 pts                   |                          |
| 6.º                      | Romain Grégoire          | Groupama-FDJ               | 34 pts                   |                          |
| 7.º                      | Oier Lazkano             | Movistar Team              | 30 pts                   |                          |
| 8.º                      | Aleksandr Vlásov         | Bora-Hansgrohe             | 26 pts                   |                          |
| 9.º                      | Mads Pedersen            | Lidl-Trek                  | 25 pts                   |                          |
| 10.º                     | Carlos Rodríguez         | Ineos Grenadiers           | 24 pts                   |                          |

### Clasificación de la montaña
| Clasificación de la montaña | Clasificación de la montaña | Clasificación de la montaña | Clasificación de la montaña | Clasificación de la montaña |
| Ciclista                    | Ciclista                    | Equipo                      | Puntos                      |                             |
| --------------------------- | --------------------------- | --------------------------- | --------------------------- | --------------------------- |
| 1.º                         | Lorenzo Fortunato           | Astana Qazaqstan Team       | 40 pts                      |                             |
| 2.º                         | Marc Soler                  | UAE Team Emirates           | 38 pts                      |                             |
| 3.º                         | Primož Roglič               | Bora-Hansgrohe              | 31 pts                      |                             |
| 4.º                         | Matteo Jorgenson            | Team Visma \| Lease a Bike  | 26 pts                      |                             |
| 5.º                         | Mathis Le Berre             | Arkéa-B&B Hotels            | 24 pts                      |                             |
| 6.º                         | Derek Gee                   | Israel-Premier Tech         | 22 pts                      |                             |
| 7.º                         | Giulio Ciccone              | Lidl-Trek                   | 22 pts                      |                             |
| 8.º                         | Warren Barguil              | Team dsm-firmenich PostNL   | 22 pts                      |                             |
| 9.º                         | Carlos Rodríguez            | Ineos Grenadiers            | 19 pts                      |                             |
| 10.º                        | Aleksandr Vlásov            | Bora-Hansgrohe              | 13 pts                      |                             |

### Clasificación de los jóvenes
| Clasificación del mejor joven | Clasificación del mejor joven | Clasificación del mejor joven | Clasificación del mejor joven | Clasificación del mejor joven |
| Ciclista                      | Ciclista                      | Equipo                        | Tiempo                        |                               |
| ----------------------------- | ----------------------------- | ----------------------------- | ----------------------------- | ----------------------------- |
| 1.º                           | Matteo Jorgenson              | Team Visma \| Lease a Bike    | 25 h 35 min 48 s              |                               |
| 2.º                           | Carlos Rodríguez              | Ineos Grenadiers              | + 52 s                        |                               |
| 3.º                           | Remco Evenepoel               | Soudal Quick-Step             | + 2 min 17 s                  |                               |
| 4.º                           | Oier Lazkano                  | Movistar Team                 | + 2 min 46 s                  |                               |
| 5.º                           | Santiago Buitrago             | Bahrain Victorious            | + 4 min 20 s                  |                               |
| 6.º                           | Javier Romo                   | Movistar Team                 | + 5 min 45 s                  |                               |
| 7.º                           | Romain Grégoire               | Groupama-FDJ                  | + 28 min 35 s                 |                               |
| 8.º                           | Darren Rafferty               | EF Education-EasyPost         | + 34 min 39 s                 |                               |
| 9.º                           | Alessandro Fancellu           | Q36.5 Pro Cycling Team        | + 42 min 54 s                 |                               |
| 10.º                          | Igor Arrieta                  | UAE Team Emirates             | + 45 min 07 s                 |                               |

### Clasificación por equipos
| Clasificación por equipos | Clasificación por equipos  | Clasificación por equipos | Clasificación por equipos |
| Equipo                    | Equipo                     | Tiempo                    |                           |
| ------------------------- | -------------------------- | ------------------------- | ------------------------- |
| 1.º                       | Bora-Hansgrohe             | 77 h 05 min 45 s          |                           |
| 2.º                       | Ineos Grenadiers           | + 7 min 01 s              |                           |
| 3.º                       | Israel-Premier Tech        | + 19 min 04 s             |                           |
| 4.º                       | Movistar Team              | + 24 min 40 s             |                           |
| 5.º                       | Team dsm-firmenich PostNL  | + 33 min 48 s             |                           |
| 6.º                       | UAE Team Emirates          | + 40 min 46 s             |                           |
| 7.º                       | Groupama-FDJ               | + 50 min 00 s             |                           |
| 8.º                       | Soudal Quick-Step          | + 53 min 59 s             |                           |
| 9.º                       | Bahrain Victorious         | + 1 h 08 min 28 s         |                           |
| 10.º                      | Decathlon-AG2R La Mondiale | + 1 h 19 min 07 s         |                           |

## Evolución de las clasificaciones
| Etapa                   |                         | Ganador _          | Clasificación general | Puntos         | Montaña           | Jóvenes          | Combatividad                 | Equipo           |
| ----------------------- | ----------------------- | ------------------ | --------------------- | -------------- | ----------------- | ---------------- | ---------------------------- | ---------------- |
| 1.ª etapa               | etapa escarpada         | Mads Pedersen      | Mads Pedersen         | Mads Pedersen  | Mark Donovan      | Hugo Page        | Mark Donovan                 | Arkéa-B&B Hotels |
| 2.ª etapa               | etapa de montaña        | Magnus Cort        | Magnus Cort           | Magnus Cort    | Mathis Le Berre   | Matteo Jorgenson | Bruno Armirail               | Movistar Team    |
| 3.ª etapa               | etapa de media montaña  | Derek Gee          | Derek Gee             | Giulio Ciccone | Mathis Le Berre   | Romain Grégoire  | Nicolas Prodhomme            | Movistar Team    |
| 4.ª etapa               | contrarreloj individual | Remco Evenepoel    | Remco Evenepoel       | Primož Roglič  | Mathis Le Berre   | Remco Evenepoel  | no otorgado                  | Bora-Hansgrohe   |
| 5.ª etapa               | etapa escarpada         | etapa neutralizada | Remco Evenepoel       | Primož Roglič  | Mathis Le Berre   | Remco Evenepoel  | Mathis Le Berre Tobias Bayer | Bora-Hansgrohe   |
| 6.ª etapa               | etapa de montaña        | Primož Roglič      | Primož Roglič         | Primož Roglič  | Mathis Le Berre   | Remco Evenepoel  | Romain Grégoire              | Bora-Hansgrohe   |
| 7.ª etapa               | etapa de montaña        | Primož Roglič      | Primož Roglič         | Primož Roglič  | Primož Roglič     | Matteo Jorgenson | Marc Soler                   | Bora-Hansgrohe   |
| 8.ª etapa               | etapa de montaña        | Carlos Rodríguez   | Primož Roglič         | Primož Roglič  | Lorenzo Fortunato | Matteo Jorgenson | Guillaume Martin             | Bora-Hansgrohe   |
| Clasificaciones finales | Clasificaciones finales |                    | Primož Roglič         | Primož Roglič  | Lorenzo Fortunato | Matteo Jorgenson | no otorgado                  | Bora-Hansgrohe   |

## Ciclistas participantes y posiciones finales
Convenciones:
- AB-N: Abandono en la etapa N
- FLT-N: Retiro por arribo fuera del límite de tiempo en la etapa N
- NTS-N: No tomó la salida para la etapa N
- DES-N: Descalificado o expulsado en la etapa N

## UCI World Ranking
El Critérium del Dauphiné otorgó puntos para el UCI World Ranking para corredores de los equipos en las categorías UCI WorldTeam, UCI ProTeam y Continental. Las siguientes tablas son el baremo de puntuación y los diez corredores que obtuvieron más puntos:
| Posición              | 1.º | 2.º | 3.º | 4.º | 5.º | 6.º | 7.º | 8.º | 9.º | 10.º | 11.º | 12.º | 13.º | 14.º | 15.º | 16.º-20.º | 21.º-30.º | 31.º-50.º | 51.º-55.º | 56.º-60.º |
| Clasificación general | 500 | 400 | 325 | 275 | 225 | 175 | 150 | 125 | 100 | 85   | 70   | 60   | 50   | 40   | 35   | 30        | 20        | 10        | 5         | 3         |
| Por etapa             | 60  | 25  | 10  |     |     |     |     |     |     |      |      |      |      |      |      |           |           |           |           |           |
| Líder                 | 10  |     |     |     |     |     |     |     |     |      |      |      |      |      |      |           |           |           |           |           |

| Clasificación |                   |                       |         |       |       |       |
| Posición      | Ciclista          | Equipo                | General | Etapa | Líder | Total |
| ------------- | ----------------- | --------------------- | ------- | ----- | ----- | ----- |
| 1.º           | Primož Roglič     | Bora-Hansgrohe        | 500     | 207   | 20    | 727   |
| 2.º           | Matteo Jorgenson  | Visma \| Lease a Bike | 400     | 160   | -     | 560   |
| 3.º           | Derek Gee         | Israel-Premier Tech   | 325     | 150   | 10    | 485   |
| 4.º           | Carlos Rodríguez  | INEOS Grenadiers      | 275     | 85    | -     | 360   |
| 5.º           | Laurens De Plus   | INEOS Grenadiers      | 225     | 48    | -     | 273   |
| 6.º           | Giulio Ciccone    | Lidl-Trek             | 125     | 130   | -     | 255   |
| 7.º           | Remco Evenepoel   | Soudal Quick-Step     | 150     | 76    | 20    | 246   |
| 8.º           | Aleksandr Vlasov  | Bora-Hansgrohe        | 175     | 50    | -     | 225   |
| 9.º           | Oier Lazkano      | Movistar              | 100     | 65    | -     | 165   |
| 10.º          | Santiago Buitrago | Bahrain Victorious    | 70      | 45    | -     | 115   |